# Quique Medina Rodríguez
Enrique Juan Medina Rodríguez (Santa Cruz de Tenerife, 25 de septiembre de 1967) conocido como Quique Medina es un exfutbolista español y entrenador, que jugó como defensor 

## Trayectoria
Medina se incorporó al primer equipo del C. D. Tenerife en 1984, con solo 16 años. Hizo su debut profesional el 9 de septiembre, jugando los 90 minutos completos en un empate a 2-2 contra el Deportivo de La Coruña en Segunda División.
Medina marcó su primer gol el 13 de octubre de 1985, anotando el primero en un empate 1-1 ante el Deportivo Aragón. También fue un titular indiscutido durante la campaña de 1988-89, apareciendo en 35 partidos y anotando una vez que en Primera División
Medina hizo su debut en la categoría principal del fútbol español el 3 de septiembre de 1989, comenzando con una derrota por 0-1 frente al Sevilla F. C. Después de aparecer con moderación en 1990-91, dejó los Blanquiazules y se unió al CE Sabadell FC en Segunda División.
En 1993, después de una sola temporada en el Granada CF en la Segunda División B, Medina se fue al Hércules CF en la segunda división. Después de dos campañas que aparecen regularmente, firmó para el equipo de la liga CA Marbella; posteriormente se retiró con este último en 1997, después de sufrir la relegación en el año anterior.

## Carrera como entrenador
En 2000, Medina regresó a Hércules y fue nombrado subdirector. En marzo de 2002, fue nombrado gerente interino del club, estando a cargo de un partido y, posteriormente, regresó a sus funciones anteriores.
En 2003, Medina también fue gerente del equipo filial de los valencianos, y luego se puso al frente de AD Laguna. En 2005, regresó al Tenerife como asistente de gerente, pero en noviembre de 2005 fue nombrado de nuevo interino.
Medina dejó el club en 2006 y fue director de fútbol en Laguna durante la campaña 2008-09. El 28 de junio de 2011 fue nombrado gerente del CD Tenerife B, y fue nombrado al frente de la escuadra principal el 9 de abril del año siguiente, reemplazando al despedido Andrés García Tébar.
El 9 de junio de 2014, rescindió su contrato.